# Ha llegado un ángel
Ha llegado un ángel es la segunda película de Marisol película musical española, estrenada en 1961. Es la primera de las seis películas en las que Marisol compartió cartel con Isabel Garcés.

## Argumento
Marisol, que ha perdido recientemente a su padre en la mar, abandona Cádiz para irse a vivir a casa de su tío Ramón. Este vive en una familia que se desmorona por culpa de su esposa Leonor, obsesionada sólo con aparentar ante sus amistades, que ha malcriado a sus hijos, Javier, Churri, Jorge y Pili. Javier se dedica a malgastar el dinero, Churri coquetea con varios pretendientes y acabará escogiendo al que menos le conviene, Jorge pierde demasiado tiempo haciendo ejercicio y ha descuidado los estudios y Pili, aún una niña, se pasa las horas sin salir del cine.
Javier se mete en problemas económicos que amenazan con llevarle a la cárcel, y Marisol se decide a conseguir el dinero de cualquier forma. Además, decide, con la ayuda de la sirvienta de la casa, Herminia, y de un amigo que conoció en el tren, intentar enderezar a la familia, ganándose la inmediata animadversión de Leonor, que desde el principio no vio con buenos ojos la llegada de la niña.

## Temas musicales[8][9]
- El tren
- Ola, ola, ola
- Rumbita
- Alegrías
- Andalucía
- La canción de Marisol
- Bulerías
- Jotas
- Estando contigo
- Estando contigo (final)

## Reparto
| Intérprete                    | Personaje             |
| ----------------------------- | --------------------- |
| Marisol                       | Marisol Gallardo      |
| Isabel Garcés                 | Herminia              |
| Carlos Larrañaga              | Javier                |
| José Marco Davó               | Don Ramón             |
| Ana María Custodio            | Doña Leonor           |
| Raquel Daina                  | Estrella              |
| Ángeles Macua                 | Churri                |
| Pilar Sanclemente             | Pili                  |
| Francisco Vázquez             | Jorge                 |
| Jesús Puente                  | Director              |
| Francisco Camoiras            | Ayudante del Director |
| Jesús Álvarez                 | Jesús Álvarez         |
| Nela Conjiu                   | Mujer del tren        |
| Mercedes Borqué               | Casilda               |
| Jaime Blanch                  | Estudiante            |
| José Moratalla                | Estudiante            |
| José María Tasso              | Estudiante            |
| Tony Hernández                | Estudiante            |
| Juan Ignacio Galván           | Carlos                |
| José Orjas                    | Jurado de TV          |
| Jacinto San Emeterio          | Manolo                |
| Santiago Ontañón              | Productor             |
| Pilar Gómez Ferrer            | Portera               |
| Beni Deus                     | Don Nazario Torija    |
| Cesáreo Quezadas 'Pulgarcito' | Peque                 |
| Julio Sanjuán                 | Don Leonardo          |
| Ángel Menéndez                | Sr. Herrero           |